# 實驗組
实验组（英語：experimental group 或 treatment group） 是在需要进行对比的科学实验中，最主要且最能说明问题的单组实验。

## 举例

### 物理学
- 设计实验，证明变化的磁场可以生电。那么，需要做两组实验，第一组实验中磁场是变化的，第二组中磁场是恒定的，其中变化的磁场可以实验将电磁铁通、断电的方法，也可以使用挥舞永磁体的办法。在这个实验中，第一组为实验组，第二组为對照組。
- 设计实验，证明偏振片只能够允许一个方向的光通过。第一组实验中，将两块偏振片叠在一起，然后旋转之，观察光的明暗变化；第二组实验中，将一块偏振片和一块普通玻璃叠在一起，旋转之，观察光的明暗变化。其中，第一组为实验组，第二组为对照组。
- 电学实验中，实验者怀疑是因其中一个元件断路引起了故障，为了证明是不是这样，可以把被怀疑的元件拆下，然后依次换上几个不同的、具有相同功能的元件，看故障是否排除。其中，最初出现故障的状态为实验组，后者为对照组。

### 化学
- 设计实验证明在有酸作为反应物的复分解反应中，必须符合“强酸制弱酸”的原则，反应才能发生。我们在第一组实验中将盐酸和碳酸钠混合，在第二组实验中让醋酸和硫酸钠混合，看实验现象。其中，第一组为实验组，第二组为对照组。
- 设计实验证明：其他条件不变的情况下，化学反应已达平衡状态时，反应物浓度上升，化学平衡正向移动。第一次实验中，向达到平衡的化学反应体系（如溶液）中，加入反应物；第二次实验中加入与反应无关的物质（如果是气体，要注意保持各反应物分压不变），看实验现象。其中，第一次为实验组，第二次为对照组。

### 生物学
- 证明：酶在加热到一定温度后会失活（即变性并失去应有作用）。第一次像反应体系中加入加热后的酶；第二次加入没加热的，看反应现象。其中，第一次为实验组，第二次为对照组。

### 心理学
- 证明：人在受到肯定后会努力使自己变得更好。比如一位特别受到公众信任的心理学家进入一所学校，随机挑选几十名学生，并告知：他们是学校中最优秀的。十年后，对该校毕业生进行跟踪调查，发现被肯定过的学生在社会上综合来看普遍发展得比其他学生更好。在这个实验中，被肯定的学生是实验组，学校中其余学生为对照组。